# Uranoscopus archionema
Uranoscopus archionema és una espècie de peix pertanyent a la família dels uranoscòpids.

## Descripció
- Pot arribar a fer 33 cm de llargària màxima.
- 4-5 espines i 13-13 radis tous a l'aleta dorsal i 13-14 radis tous a l'anal.
- La gran espina que té a l'espatlla és verinosa.
- Cos de color gris o marró amb taques rodones i pàl·lides a la zona dorsal. La primera aleta dorsal és negra amb la vora pàl·lida, mentre que les pectorals són grisoses amb el marge pàl·lid.[6]

## Hàbitat
És un peix marí, bentopelàgic i de clima tropical que viu entre 60 i 300 m de fondària.

## Distribució geogràfica
Es troba a l'Índic occidental: des de Kenya fins a la badia de Mossel (Sud-àfrica), Madagascar, Reunió i Maurici.

## Observacions
És verinós per als humans.